# Лі Алтус
Лі Альтус (справжнє ім'я Леонід Альтус) — українсько-американський геві-метал ґітарист із Одеси. Відомий тим, що грає в гуртах Exodus і Heathen. На разі грає на ґітарах фірми ESP.

## Життєпис
Лі Альтус народився в Одесі, Україна. В 15 років переїхав з Радянського Союзу в США . За його словами про життя до переїзду в Штати він пам'ятає як стояв в черзі за хлібом разом з мамою і грав хокей разом з друзями.
У 1984 році разом з Карсом Секко з гурту Metal Church Лі започаткував гурт Heathen. Він був основним автором пісень і одним із засновників гурту, відповідно всі альбоми записані ним. З Heathen Лі записав чотири платівки: Breaking the Silence, Victims of Deception, The Evolution of Chaos та Empire of the Blind . У 1990 році Лі розглядався на вакантну посаду соло-гітариста в Megadeth, яку звільнив Джефф Янг, але Лі відмовився через те що Дейв Мастейн тоді був залежний від наркотиків, і натомість цю роботу отримав Марті Фрідман. Згодом Лі став постійним учасником гурту Exodus .
Після розпаду Heathen у 1992 році Лі переїхав до Німеччини разом із колишніми учасниками Heathen Даґом Пірсі та Дарреном Мінтером. Альтус і Мінтер грали в індастріал-метал гурті Die Krupps більшу частину кінця 1990-х років. Також брав участь у возз'єднаній версії гурту Angel Witch .
У 2001 році Лі возз'єднав Heathen разом з Дарреном Мінтером, вокалістом Дейвом Вайтом, басистом Майком Ястремським та гітаристом Ірою Блеком. Гурт випустив міні-альбом під назвою Recovered, який складався з рідкісного матеріалу з минулого. З новим другим гітаристом і басистом у 2010 році Heathen випустили The Evolution of Chaos, а через десять років — Empire of the Blind (2020).
З 2005 Лі став постійним учасником треш-метал гурту з Сан-Франциско Exodus, замінивши давнього гітариста Ріка Гунольта. На сьогодні Лі записав з Exodus шість студійних альбомів: Shovel Headed Kill Machine (2005), The Atrocity Exhibition (2007), Let There Be Blood (2008), Exhibit B: The Human Condition (2010), Blood In, Blood Out (2014) і Persona Non Grata (2021).

## Особисте життя
Лі є давнім фаном хокейної команди «Філадельфія Флайерс», зокрема він був одягнутий у футболку «Флайерс», виступаючи хедлайнером фестивалю 70 000 Tons of Metal у 2020 році.
У Лі був молодший брат Олександр (Alex Altus, 1972), котрий грав на барабанах, але помер у 2016 році 

## Обладнання
Зараз Лі Альтус грає на ґітарах ESP, хоча раніше грав на гітарах Jackson King V. Лі також тривалий час користувався підсилювачами Mesa/Boogie Amplifiers, але наразі він еднорсерить ENGL.

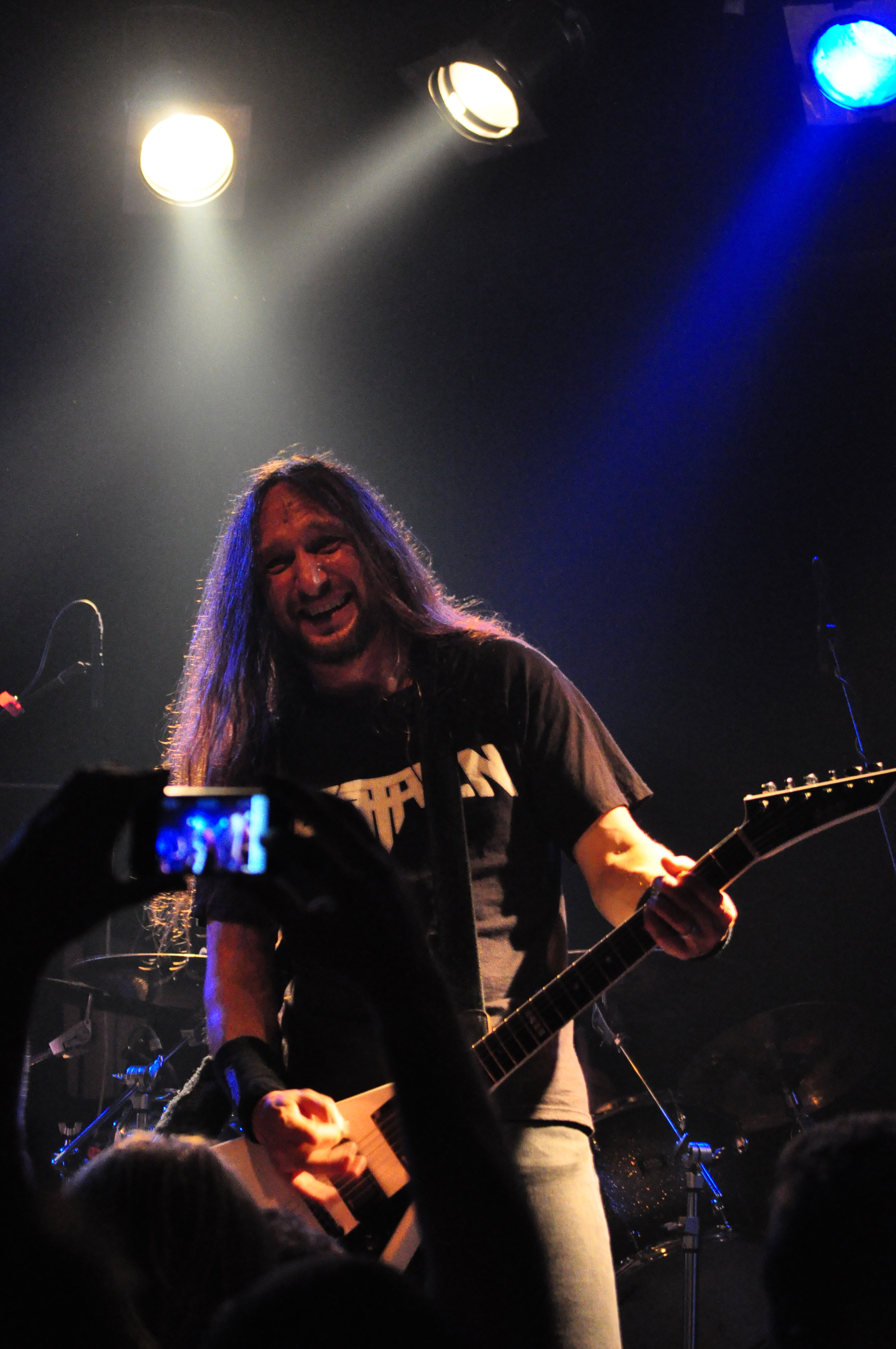
Лі Альтус на концерті з Heathen

## Дискографія

#### Exodus
- 2005 — Shovel Headed Kill Machine
- 2007 — The Atrocity Exhibition… Exhibit A
- 2008 — Let There Be Blood
- 2010 — Exhibit B: The Human Condition
- 2014 — Blood In, Blood Out
- 2021 — Persona Non Grata

#### Heathen
- 1986 — Pray for Death Demo
- 1987 — Breaking the Silence
- 1991 — Victims of Deception
- 2004 — Recovered EP
- 2009 — The Evolution of Chaos
- 2020 — Empire of the Blind